# Roseland (New Jersey)
Pour les articles homonymes, voir Roseland.
Roseland est un borough situé dans le comté d'Essex, dans l'État du New Jersey, aux États-Unis.